# 钟花忍冬
钟花忍冬（学名：Lonicera codonantha）为忍冬科忍冬属的植物，是中国的特有植物。分布于中国大陆的云南等地，生长于海拔3,500米的地区，常生长在阳岩坡上，目前尚未由人工引种栽培。